# Halachó (kommun)
Halachó är en kommun i Mexiko.   Den ligger i delstaten Yucatán, i den östra delen av landet, 900 km öster om huvudstaden Mexico City. Antalet invånare är 18 125. Arean är 672 kvadratkilometer.
Terrängen i Halachó är platt.
Följande samhällen finns i Halachó:
- Halachó
- Cepeda
- Santa María Acú
- Kancabchén